# 関えつ子
関 えつ子（せき えつこ〔旧芸名：関 悦子〕、1935年4月8日 - ）は、京都府舞鶴市出身の日本の女優。身長157 cm。体重55 cm。Grue所属。夫は俳優、演出家の北村英三。娘は女優、ダンサー、歌手の北村岳子。娘婿は演出家、振付家、俳優の本間憲一。

## 略歴
京都府立西舞鶴高等学校卒業。
かつては劇団くるみ座、劇団四季、自由演劇人集団に所属していた。

## 人物
特技は三味線。

## 出演

### 映画
- 「先生のつうしんぼ」（1977年8月25日） - 時江 役
- 「桃尻娘 ピンク・ヒップ・ガール」（1978年4月29日）
- 「天使のはらわた 赤い淫画」（1981年12月25日） - 聖子の母 役
- 「金融破滅ニッポン 桃源郷の人々」（2002年9月7日） - ナベ 役
- 「17歳の風景 少年は何を見たのか」（2005年7月30日） - 老婆 役
- 「しあわせのかおり」（2008年10月11日） - 節子ばあちゃん 役
- 「峠最速バトル -ドリフト86伝説-」（2009年） - ケンジの祖母 役

### テレビドラマ

#### NHK
- 少年ドラマシリーズ
  - 家族天気図（1980年） - 看護師 役
- 連続テレビ小説
  - 「おしん」第43話（1983年5月23日） - 客の婦人 役
  - 「澪つくし」（1985年4月1日 - 10月5日） - 藤尾けい 役
  - 「君の名は」第118話・第123話（1991年8月15日・8月21日） - 宿の女将 役
  - 「あぐり」第1話・第23話・第25話（1997年4月7日・5月2日・5月5日） - たね 役
  - 「ちゅらさん」第147話（2001年9月19日） - 近所の人 役
  - 「こころ」第138話（2003年9月6日） - おかみさん 役
  - 「ファイト」第55話（2005年5月30日）
  - 「どんど晴れ」第9話（2007年4月11日） - 婦人 役
  - 「なつぞらSP 秋の大収穫祭 とよさんの東京物語」（2019年11月2日、NHK BSプレミアム） - 根岸久枝 役
  - 「おかえりモネ」第2話 - 第5話・第7話・第10話・第11話・第22話・第25話 - 第27話・第33話・第34話第36話・第41話・第42話・第45話（2021年5月18日 - 5月21日・5月25日・5月28日・5月31日・6月15日・6月18日 - 6月22日・6月30日・7月1日・7月5日・7月12日・7月15日・7月16日） - 小野文子 役
- 「宮本武蔵」第26話（1984年10月17日） - 村の女 役
- 「すみれさんが行く」（1985年3月25日） - 付き添い婦 役
- 「脱兎のごとく 岡倉天心」（1985年5月6日）
- 「続・たけしくんハイ!」第8話（1986年7月30日） - 婦長 役
- 「イキのいい奴」第1話・第3話・第6話（1987年1月7日・1月21日・2月11日）
  - 「続イキのいい奴」第1話（1988年4月6日）
- 銀河テレビ小説
  - 「独身送別会」（1988年1月4日 - 1月22日）
  - 「総務部総務課山口六平太」（1988年7月25日 - 8月12日） - 食堂のおばさん 役
- 「結婚する手続き」第1話（1988年10月8日）
- 「銀の雫」第2話（1992年1月23日）
- 「鏡は眠らない」第1話（1997年10月22日）
- 大河ドラマ
  - 「元禄繚乱」最終話（1999年12月12日）
  - 「武蔵 MUSASHI」第47話（2003年11月23日） - 船宿の女房 役
  - 「義経」第46話（2005年11月20日） - 産婆 役
  - 「龍馬伝」第15話（2010年4月11日） - スエ 役
  - 「平清盛」第8話（2012年2月26日）
- 「ハート」第3話（2001年9月17日）
- 「君を見上げて」最終話（2002年3月12日）
- 「茂七の事件簿3 ふしぎ草紙」第3話（2003年7月25日） - 太兵衛の妻 役
- 「火消し屋小町」最終話（2004年8月12日）
- 「ハゲタカ」第4話（2007年3月10日） - 家政婦 役
- 「実験刑事トトリ」最終話（2012年12月1日）
- 「透明なゆりかご」第3話（2018年8月3日） - 中野さん 役
- 「サギデカ」第2話（2019年9月7日） - おばあちゃん 役
- 「ディア・ペイシェント 〜絆のカルテ〜」第1話（2020年7月17日） - 患者 役

#### 日本テレビ
- 「太陽にほえろ!」
  - 第185話「虹」（1976年1月30日）
  - 第215話「七曲署一係・その一日」（1976年8月27日） - 山村家の家政婦 役
  - 第219話「誘拐」（1976年9月24日） - 山村家の家政婦 役
  - 第509話「列車の中の女」（1982年5月28日）
- 「俺たちの祭」第4話（1977年12月11日）
- 「大都会 PARTII」第44話（1978年1月31日）
- 「桃太郎侍」第103話 - 第154話（1978年10月1日 - 1979年9月30日） - おえい 役
- 木曜ゴールデンドラマ
  - 「姉妹」（1986年8月7日）
  - 「蛍の宿」（1988年9月29日）
- 火曜サスペンス劇場
  - 「殺意の爪」（1989年8月8日）
  - 「取調室」
    - 第4作「殺人罪成立の必要条件? 県警本部がタレント助教授の策略に挑んだ十日間」（1996年4月30日）
    - 第14作「血の海に震える指 －悪女とヒモ男の2つの取調室に挑んだ12日間」（2001年9月11日） - 河合 役

  - 「ぬくもり」（2000年9月12日）
  - 「みのもんたの人生相談デカ〜おもいッきりTV殺人事件〜」（2002年10月1日）
- 「君だけに愛を」第2話（1991年1月19日）

#### TBS
- 「岸辺のアルバム」第3話・第8話・第10話 - 第12話（1977年7月8日・8月12日・8月26日 - 9月9日） - スナックの女主人 役
- 「赤い絆」第14話（1978年3月3日）
- 「青春の門 第二部 自立編」第19話・第22話 - 第24話・最終話（1978年4月12日・5月3日 - 5月17日・5月31日）
- 「風が燃えた」（1978年3月6日）
- 「夫婦」（1982年1月4日 - 3月5日）
- 「わが子よII」（1982年7月5日 - 8月27日）
- 「ふぞろいの林檎たち」第8話（1983年7月15日）
- 「忘却の愛」（1985年3月4日 - 4月19日）
- 月曜ドラマスペシャル → 月曜ミステリー劇場 → 月曜ゴールデン → 月曜名作劇場
  - 「小京都・郡上八幡殺人事件」（1996年10月14日）
  - 「十津川警部シリーズ」第13作（1997年9月29日） - 松山ふみ子 役
  - 「浅見光彦シリーズ」第19作（2004年4月12日） - 近所の住人 役
  - 「占い師みすず 事件は運命の彼方に」第2作（2007年5月21日） - 老人ホーム入居者 役
  - 「財務捜査官 雨宮瑠璃子」第5作（2009年11月9日） - 木村よし 役
  - 「人間再生・工場長 岡田岩児」（2011年7月11日）
  - 「今野敏サスペンス 確証〜警視庁捜査三課」（2017年11月6日） - 空き巣被害者 役
  - 「警視庁機動捜査隊216」第9作（2018年6月18日） - 田嶋和子 役
- 「恋する日曜日 DOWN TOWN」（2003年7月13日、BS-TBS） - 隣の老婆 役
- 「温泉へ行こう5」第7話（2004年12月7日） - 鈴木逸子 役
- 「銭湯の娘!?」第29話（2006年3月9日） - 大森夫妻・妻 役
- 「東京少女岡本杏理」第2話（2008年8月9日、BS-TBS） - 老婆 役
- 「元気を出して」（2008年10月7日） - 宮畑嘉子 役
- 「女はそれを許さない」第9話・最終話（2014年12月16日・12月23日） - 南さん 役

#### フジテレビ
- 「同心部屋御用帳 江戸の旋風 第3シリーズ」
  - 第21話「娘の幸福を!」（1977年9月29日）
  - 第38話「隅田の風呂船」（1978年2月2日）
- 「大空港」第26話（1979年2月5日）
- 「ライスカレー」最終話（1986年6月26日）
- 「あるOLの復讐」（1987年3月23日）
- 「北の国から'92巣立ち」前編（1992年5月22日） - アイコの母 役
- 新春ドラマスペシャル「僕が僕であるために」（1997年1月3日）
- 「ひとつ屋根の下2」第1話（1997年4月14日）
- 「ニュースの女」第4話（1998年1月28日）
- 「はるちゃん5」第1話（2001年7月2日）
- 「アタシんちの男子」第5話（2009年5月12日） - おばあちゃん 役
- 「チーム・バチスタ3 アリアドネの弾丸」第2話（2011年7月19日） - 谷口静枝 役
- 「37歳で医者になった僕〜研修医純情物語〜」第2話・第5話（2012年4月17日・5月8日）
- 「遅咲きのヒマワリ〜ボクの人生、リニューアル〜」最終話（2012年12月25日）

#### テレビ朝日
- 「特別機動捜査隊」第733話（1975年11月26日） - 澄代 役
- 土曜ワイド劇場
  - 「図ぶとい奴・危険な賭け」（1978年2月18日）
  - 「温泉㊙︎大作戦」第7作（2009年2月21日） - 田中 役
  - 「さすらいの女弁護士 山岸晶」（2010年7月24日） - 山梨宿泊の家主 役
- 「横溝正史シリーズII・仮面舞踏会」第3話（1978年6月17日） - バーのママ 役
- ドラマ・人間「息子よ! 母の乳房を撮りなさい」（1981年8月17日）
- 「西部警察 PART-I」第109話（1981年12月20日）
- 「特捜最前線」第243話（1982年1月13日）
- 「女捜査官」最終話（1982年5月28日）
- 日曜プライム「私刑人～正義の証明」（2020年2月9日） - 迷子のおばあちゃん 役

#### テレビ東京
- 「大江戸捜査網 第3シリーズ」第341話（1980年6月7日）
- 新春ドラマスペシャル「『放浪記』〜男なんて何さ!人生は七転び八起き〜」（1997年1月1日）
- 「三匹のおっさん3 〜正義の味方、みたび!!〜」第7話（2017年3月3日） - 豊子 役

### その他
- 「さわやか3組 千葉県銚子市編」第1話・第3話・第4話・第8話・第9話・第11話・第12話・第19話（2002年4月10日・5月15日・5月29日・8月28日・9月18日・10月16日・10月30日・2003年2月26日） - 沖野芳江 役
- 「時々迷々」第60回（2012年3月9日） - 老人会の女性 役

### ラジオドラマ
- 「少年H」第1話・第2話（1997年8月11日・8月18日、TBSラジオ）
- 青春アドベンチャー（NHK-FM）
  - 「蒲生邸事件」（1999年2月15日 - 2月26日） - ちえ 役
  - 「プリンセス・トヨトミ」（2009年11月23日 - 12月4日）
  - 「スーツケース・キッド～バイバイ わたしのおうち～」（2013年7月18日 - 7月22日）
  - 「旅猫リポート」（2014年3月31日 - 4月11日）
- FMシアター（NHK-FM）
  - 「春の光の庭」（2004年5月1日）
  - 「虚構の楽園」（2004年9月25日）
  - 「髪にふれる」（2007年1月13日）
  - 「生き直す ～理学療法士・砂川晴美～」（2007年11月3日）
  - 「生き直す パート2 ～理学療法士・砂川晴美～」（2008年6月14日）
  - 「生き直す パート3 〜理学療法士・砂川晴美〜」（2009年4月4日）

### 舞台
- 「一人芝居」
- 「越路吹雪ロングリサイタル」
- 「日曜はダメよ」
- 「愉快な泥棒たち」